# Ciudad Gustavo Díaz Ordaz
Ciudad Gustavo Díaz Ordaz da nombre a una ciudad en el norte del estado de Tamaulipas, en el noreste de México. Se localiza a los 26° 14′ de latitud norte y a los 98° 36′ de longitud oeste, a un altura de 14 m sobre el nivel del mar. Es la cabecera municipal y localidad más poblada de Gustavo Díaz Ordaz

## Historia
De reciente creación, en el antiguo San Miguel de Camargo, se convierte por decreto n.º 261 del Gobierno del Estado publicado el 26 de marzo de 1968, en el municipio n.º 43 del Estado de Tamaulipas, llevando como nombre el de San Miguel hasta el 24 de abril del mismo año que se Promulgó el Decreto n.º 276 del Gobierno del Estado y llevara el Nombre de Gustavo Díaz Ordaz que en esa fecha era Presidente de México.[cita requerida]

## Fiestas populares
El 29 de septiembre, fiesta de carácter religioso, en honor a San Miguel Arcángel, patrono de la ciudad; 
26 de marzo, conmemoración cívica de la emancipación del municipio.[cita requerida]

## Comunicaciones y accesos
Su comunicación con los Estados Unidos es por medio del ferry, o chalán que es el único en el mundo que cruza dos países utilizando la fuerza humana [cita requerida]

## Características
Forma parte de la cuenca hidrológica del Río Bravo. Su clima es seco cálido muy extremoso y con presencia de canícula; su temperatura media anual es de 24 °C y con mínimas de 10 °C. La precipitación pluvial media es de 400 a 500 milímetros cúbicos y lluvia en verano. El tipo de suelo es flucisol eútrico, suelo fértil para la agricultura, con uso básicamente agrícola y ganadero. Predomina el matorral alto espinoso y el matorral mediano subinerme. Dentro de la fauna existen el venado, coyote, conejo, codorniz, liebre y armadillo.